# Jørgen Frantz Hammershaimb
Jørgen Frantz Hammershaimb (* 6. Juli 1767; † 24. Mai 1820) war von 1805 bis 1816 der siebzehnte Løgmaður (damals eine Art Landrichter) der Färöer. Er war durch die Niederlegung des Amtes im Jahr 1816 zugleich der letzte Løgmaður der älteren Reihe.

## Leben
Jørgen Frantz Hammershaimb kam als Sohn des Landvogtes Wencelaus Hammershaimb (1744–1828) und dessen Ehefrau Armgard Maria Svabo (1737–1808) zur Welt und war gebürtiger Färinger. Er heiratete 1813 Armgard Maria Egholm und diese gebar 1819 den gemeinsamen Sohn Venceslaus Ulricus Hammershaimb, den Schöpfer der modernen färöischen Schriftsprache.
J. F. Hammershaimb war Jurist und wurde 1805 zum Løgmaður ernannt. Er zog deshalb auf die Insel Vágar, wo die Løgmenn seit 1555 einem eigenen Amtssitz hatten, den Hof „á Steig“ in Sandavagur. Hammershaimb war in einer Reihe von 17 Løgmenn der letzte, der dieses Amt innehatte, als das Løgting 1816 geschlossen wurde. Als Nachfolger von Johan Michael Lund war er nur ein konstituierender Løgmaður gewesen, der sich nie selbst um das Amt bewarb. Als das Løgting geschlossen wurde, wurden die Färinger nicht gefragt, aber es gab auch keinen nennenswerten Protest. Höchste weltliche Autorität im neugeschaffenen dänischem Amt war nun der Amtmaður, der seinen Amtssitz in Tórshavn hatte. Emilius Løbner war der erste Amtmaður, der ab 1816 diese Aufgabe ausführte und damit gewissermaßen der Nachfolger von Jørgen Frantz Hammershaimb wurde. In den Folgejahren bemerkte man jedoch die Notwendigkeit eines landeseigenen Tings, und seit 1856 existiert es wieder als Kreistag der Färöer. Das Amt des Løgmaður blieb hingegen unbesetzt und wurde erst mit der Autonomie der Färöer 1948 wieder eingeführt.
Jørgen Frantz Hammershaimbs Familie erhielt allerdings die Erlaubnis, nach der Niederlegung des Løgmaður-Amtes im Jahr 1816 bis zum Tod des letzten Amtsinhabers auf dem ehemaligen Amtssitz wohnen zu bleiben. Nach dem Tod von Jørgen Frantz im Jahr 1820 zog die Witwe mit ihren Kindern dann 1822 nach Tórshavn, wo sie in der Nähe ihres Schwiegervaters bzw. Großvaters Wencelaus Hammershaimb lebten.